# Hartman R3 Carrier
Der R3 Carrier ist ein Ro-Ro-Mehrzweckschiffstyp der niederländischen Reederei Global Seatrade in Urk.

## Geschichte
Die Schiffe des von Hartman Marine Shipbuilding entwickelten Typs wurden auf der Werft Hartman Marine Shipbuilding in Urk gebaut. Die Rümpfe wurden von der polnischen Werft Partner Stocznia in Police zugeliefert.
Der Schiffstyp basiert auf dem ebenfalls von Hartman Marine Shipbuilding entwickelten Typ „M2 Runner“ und ist eine vergrößerte Version des Typs „R2 Carrier“.
Die ersten beiden Einheiten des Typs werden vom dänischen Unternehmen Ocean7 Projects befrachtet. Zwei weitere Einheiten befinden sich im Bau.

## Beschreibung
Die Schiffe werden von einem Viertakt-Achtzylinder-Dieselmotor des Motorenherstellers Wärtsilä mit 1600 kW Leistung angetrieben. Der Motor wirkt auf einen Verstellpropeller. Die Schiffe sind mit zwei Querstrahlsteueranlagen ausgestattet, eine im Bug- und eine im Heckbereich. Die Querstrahlsteueranlagen werden mit 400 bzw. 300 kW Leistung angetrieben.
Für die Stromerzeugung steht ein von der Hauptmaschine angetriebener Wellengenerator sowie ein von einem Dieselmotor mit 220 kW Leistung angetriebener Generator zur Verfügung. Für den Hafen- und Notbetrieb wurde ein baugleicher Dieselgenerator verbaut.
Das Deckshaus befindet sich im vorderen Bereich des Schiffstyps. Hierdurch kann besonders hohe Ladung gefahren werden, ohne dass es zu Sichteinschränkung von der Brücke kommt. Das Deckshaus bietet weiterhin Schutz vor überkommendem Wasser. Hinter dem Deckshaus befindet sich ein mit zwölf Lukendeckeln verschlossener Laderaum. Die Schiffe können auch mit offenen Luken fahren.
Der Laderaum ist im Unterraum 58,1 m lang und 12,0 m breit und im Oberraum 74,0 m lang und 12,5 m breit. Der Laderaum ist 8,3 m hoch. Er kann in der Höhe mit acht Zwischendeckspontons unterteilt werden, die in zwei Höhen eingehängt werden können. Auf der Tankdecke stehen 681 m² und auf dem Zwischendeck und dem Oberraum im hinteren Bereich des Laderaums 925 m² zur Verfügung. Die Decksfläche beträgt 1450 m². Die Tankdecke im Unterraum kann mit 5 t/m² und im Oberraum mit 15 t/m² belastet werden. Die Zwischendeckspontons können mit 5 t/m², die Lukendeckel mit 3,5 t/m² belastet werden. Die Kapazität des Laderaums beträgt 6475 m³. Lukendeckel und Zwischendeckspontons können mithilfe eines Lukenwagens bewegt werden.
Am Heck befindet sich eine 4,85 m lange und 7 m breite Rampe. Für rollende Ladungen stehen an Bord insgesamt 1267 Spurmeter zur Verfügung. Die maximale Achslast rollender Ladung beträgt 80 t.
Die Schiffe können 372 TEU laden, 132 TEU im Raum und 240 TEU an Deck.

## Schiffe
| R3 Carrier    | R3 Carrier | R3 Carrier | R3 Carrier                      |
| Bauname       | Baunummer  | IMO-Nummer | Stapellauf Ablieferung          |
| ------------- | ---------- | ---------- | ------------------------------- |
| Celtic        | 012        | 9917672    | 19. Juli 2021 16. Dezember 2021 |
| Adriatic      | 013        | 9944871    | 22. Mai 2021 21. Oktober 2022   |
| Southern Rock | 014        | 9965241    | Februar 2023                    |